# リパブリカン
『リパブリカン』（The Republican）は、マサチューセッツ州スプリングフィールドに拠点を置く新聞で、スプリングフィールド地域のニュースだけでなく、ボストン、ウースター、コネチカット州北部のニュースや記事も扱っている。19世紀には、ニューイングランドで最大の発行部数を記録した新聞であり、共和党の設立、チャールズ・ダウの経歴、敬称「ミズ」の発明などにおいても重要な役割を果たした。紙媒体の衰退にもかかわらず、『リパブリカン』は、2017年の発行部数が76,353部と69番目に大きな新聞となり、デジタルプラットフォームの系列メディアであるMassLiveでは顕著な成長を遂げ、2019年6月の月間ユニークユーザー数は過去最高の600万人を記録した。

## 画像

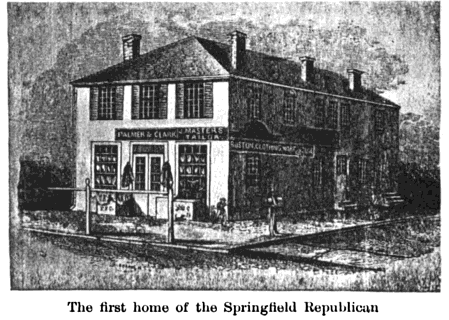
『スプリングフィールド・リパブリカン』の最初の事務所。
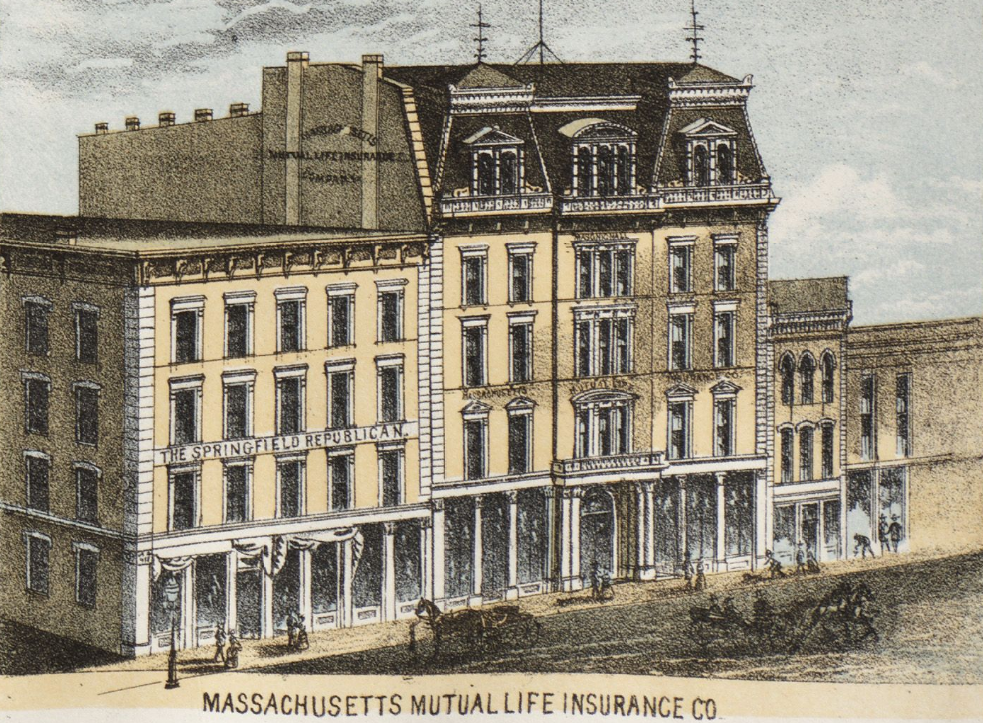
スプリングフィールド・リパブリカンビル、1875年
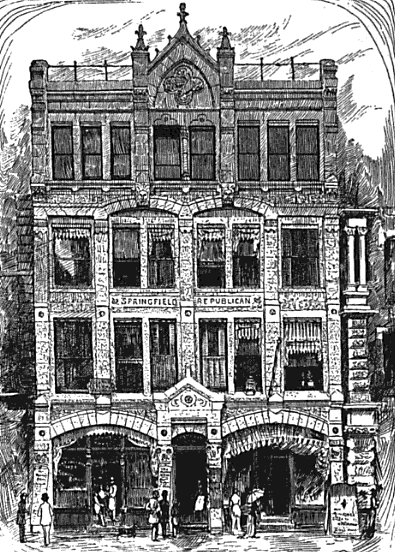
スプリングフィールド・リパブリカンビル、1880年代
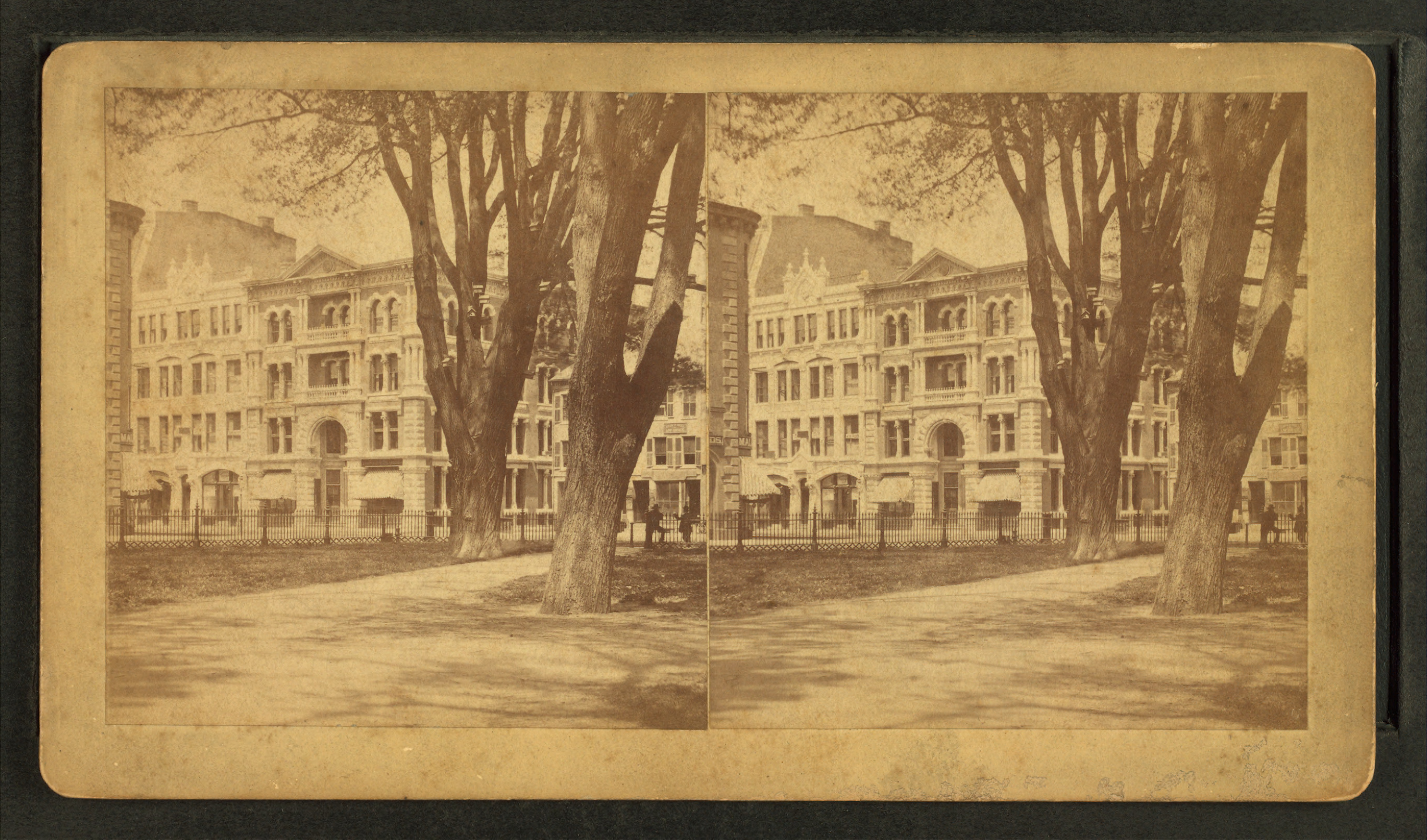
19世紀
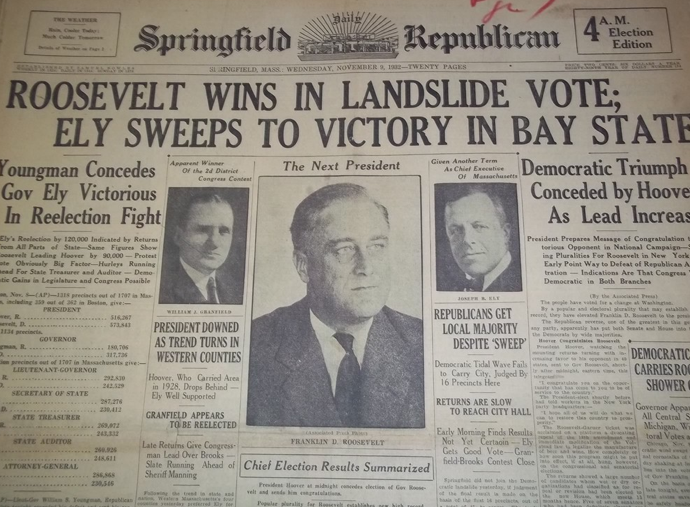
1932年
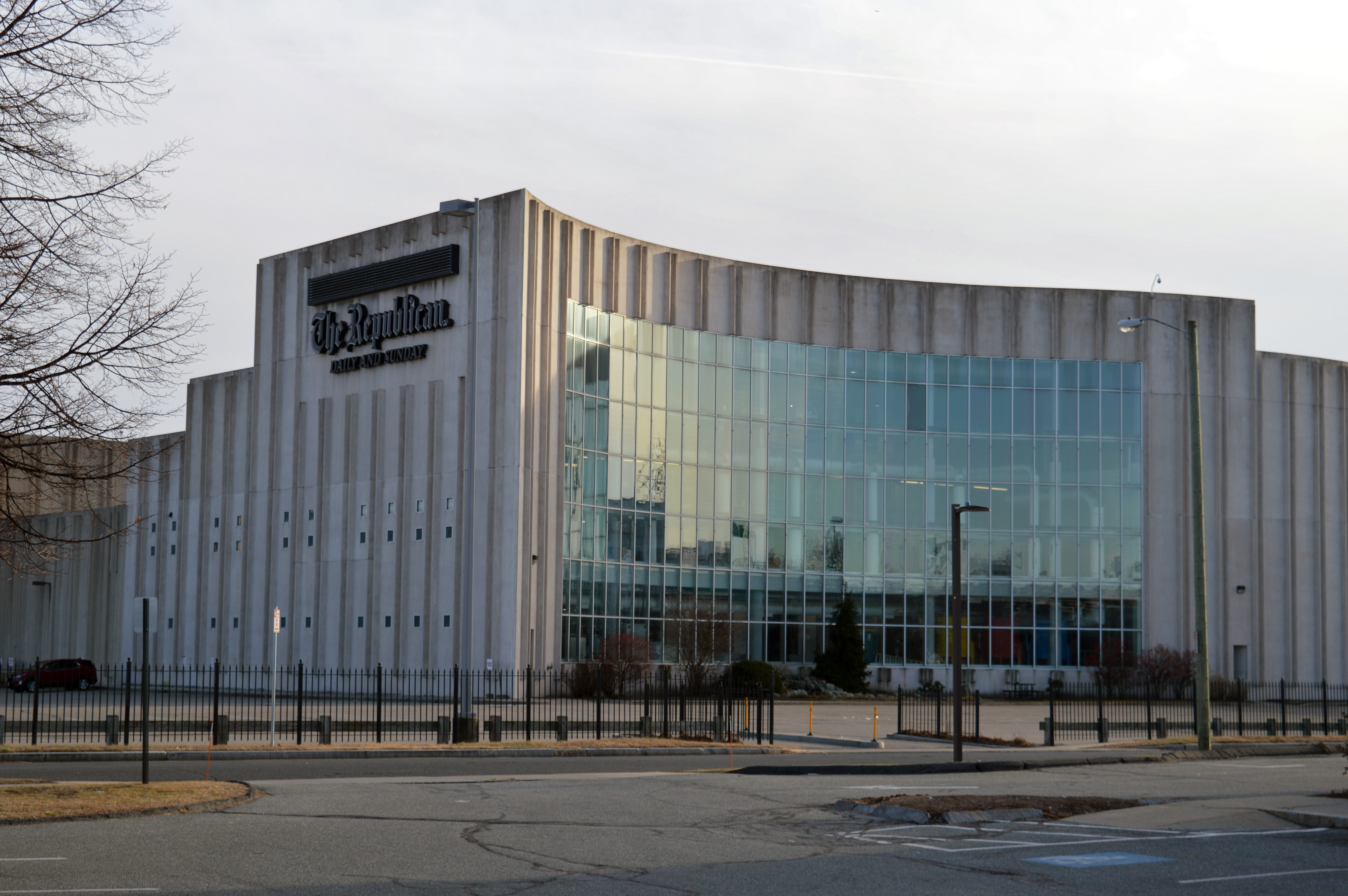
『リパブリカン』本社、2018年